# Arizonai ciprus
Az arizonai ciprus (Cupressus arizonica) a ciprusfélék családjába tartozó növényfaj.

## Származása, elterjedése
Nevétől eltérően természetes élőhelyének zöme Mexikóban van; az USA délnyugati részén (a névadó Arizona államban) csak szórványosan fordul elő.

## Megjelenése, felépítése
Kedvező körülmények között a 20-30 méter magasságot is eléri, de többnyire csak 12–15 m-esre nő. Koronája szélesebb kúp alakú. Ha szabadon áll, idősebb korában is a tövétől ágas (nem kopaszodik fel). Vörösbarna kérge hosszanti csíkokban leválik.
Hajtásai eleinte felfelé törnek, majd vízszintesen szétterülnek. A kékeszöld vagy ezüstösen hamvas (szürkészöld) pikkelylevelek párosan átellenesen állnak.
Dió méretű, gömb alakú tobozai fiatalon zöldek, éretten zöldesbarnák. Miután beértek, a száraz pikkelylevelek felnyílnak.

## Életmódja, termőhelye
Gyorsan növő örökzöld.
Eredeti élőhelye száraz, félsivatag hideg telekkel, ezért megbízhatóan télálló; a legellenállóbb ciprusfélék egyike. Szinte bármilyen talajon megél, mésztűrő. A tenyészidőszakban meleg- és napfényigényes; hajtásai csak az ilyen helyeken fejlődnek ki rendesen.
A nyírást jól bírja, szép sövénnyé nevelhető.

## Felhasználása
Kedvező tulajdonságai és látványos megjelenése okán ismert dísznövény, főleg a szubmediterrán területeken.

### Természetes változatai
Törzsváltozata, a 'Cupressus arizonica var. arizonica Mexikóban és az USA déli határvidékén honos. Viszonylag ritkán elágazó ágai már a törzs alján is fölfelé törnek. Toboza kerekded, a tobozpikkelyek csúcsa alig ugrik ki. Állandó vagy időszakos vízfolyások szurdokaiban, völgyeiben telepedett meg, és azokból terjeszkedik a félsivatagi termőhelyek felé.
Északi, a platánhoz hasonlóan hámló kérgű változata a Cupressus arizonica var. glabra Arizona északi részétől a Grand Canyon környékéig terjedt el. Szárazságtűrése miatt a legszárazabb köves fennsíkokra, hegyoldalakra is behatol, noha ott már nem nő igazán szép fává. Hajtásai gyakran feltűnően négyélűek. Pikkelylevelei eredeti termőhelyén merevek, korallszerűen elágazók, ezüstszürkén hamvasok és erősen gyantacseppesek. Törzse tarka, mert a levált csíkok alatt a kéreg vöröses, majd szürkésfehér lesz — ez jól megkülönbözteti a vastag, rostos kérgű és lazább hajtású, gyantacseppek nélküli törzsváltozattól.
A kertészeti változatok sajátosságai a változatok természetes különbségeit gyakran teljesen elfedik.

### Kertészeti változatok
- 'Culimnaris'(?) — keskenyebb kúp alakú
- 'Fastigiata' — [1] Oszlopos termetű, sűrű koronájú. Pikkelylevelei ezüstös-kék színűek. Fényigényes, a téli szelekre érzékeny. A legtöbb talajon megél, a szárazságot jól tűri.

A nyírást jól bírja, évente akár 40-60 cm-t is növekedhet, amíg eléri kifejlett 8-12 méteres magasságát.
- 'Fastigiata aurea' — Az előbbi sárgával futtatott lombú változata[2]
- 'Glauca' — elterjedtebb, ezüstös alakok gyűjtőneve.

## Képek

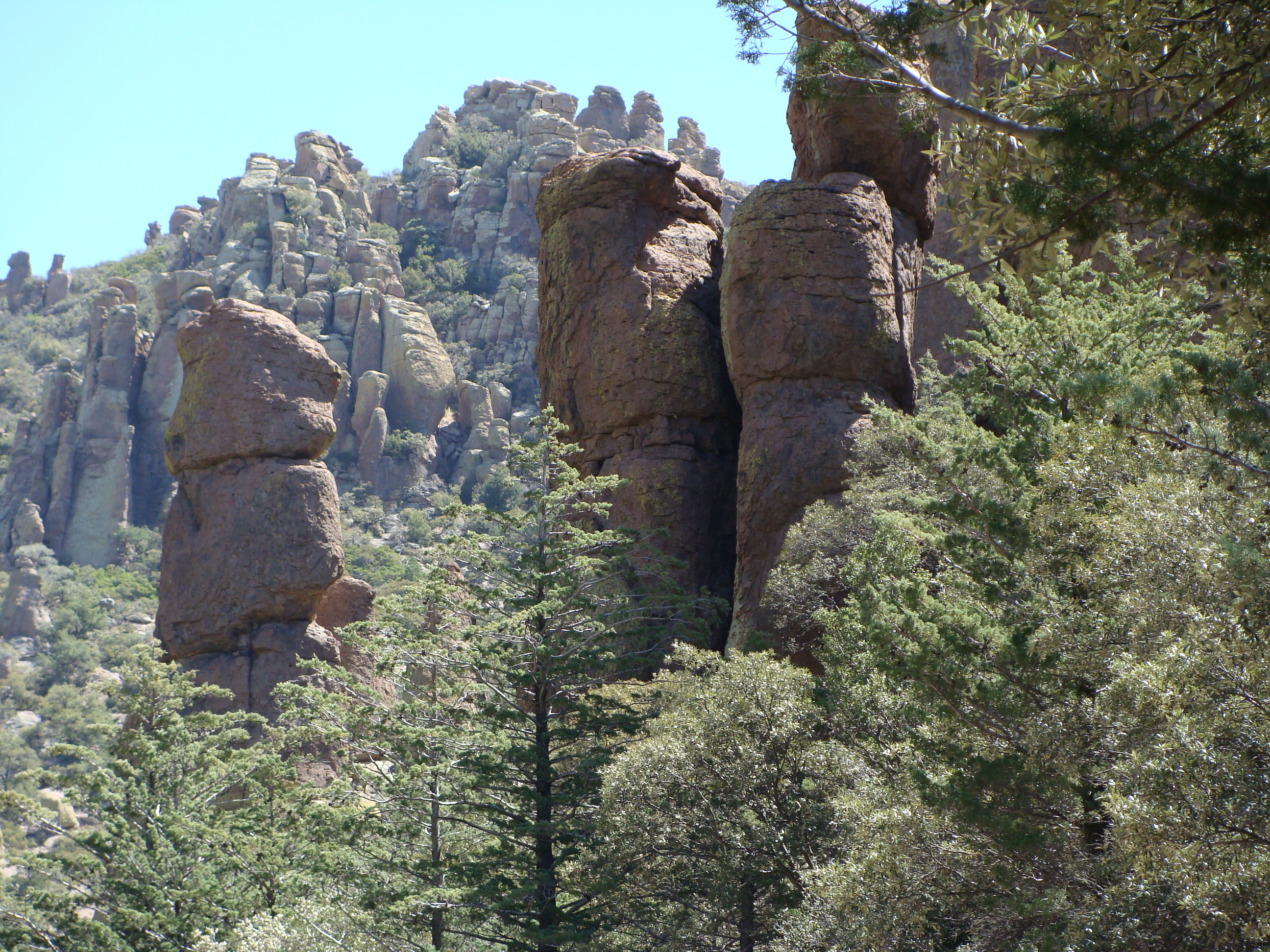
termőhelyén
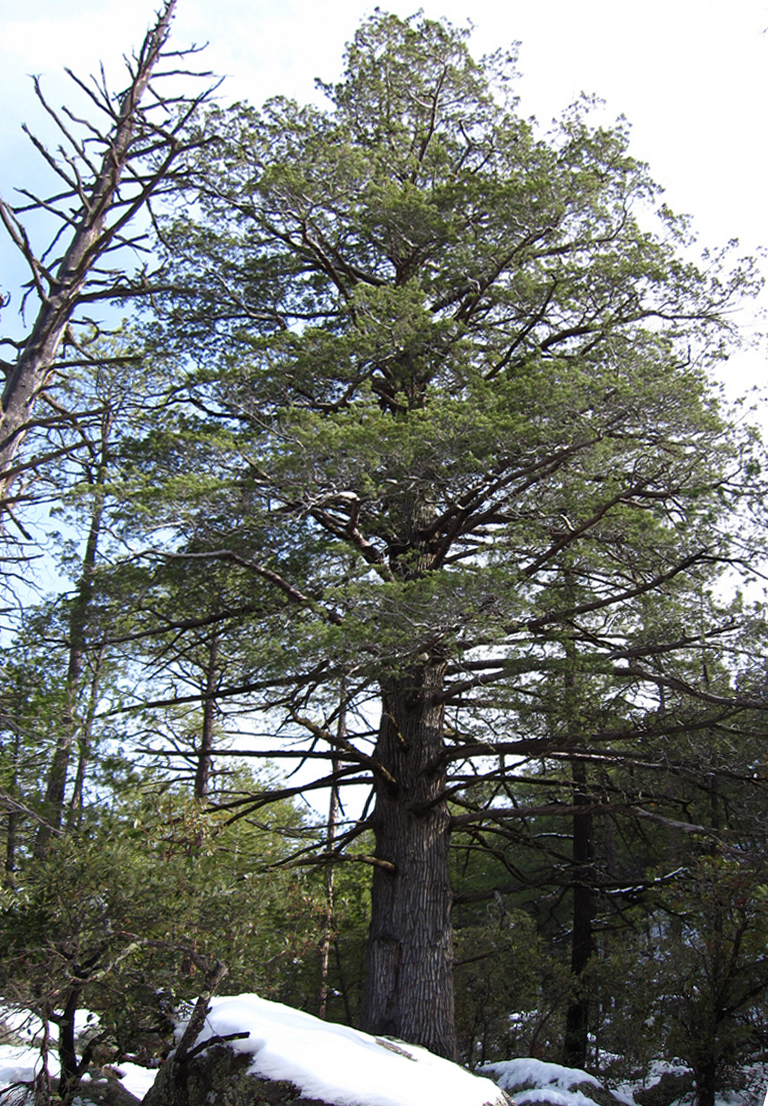
habitusa
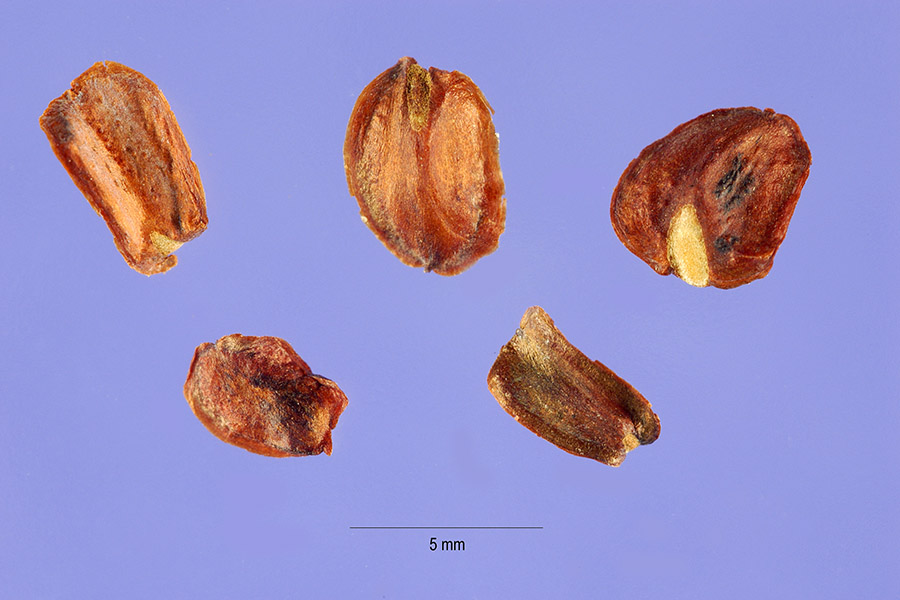
magok